# Scistosità

Differenti modi di sviluppo della scistosità nelle rocce sedimentali. A: roccia sedimentaria originale; B: scistosità detta Pencil cleavage in inglese o clivaggio a matita; C: sfaldatura diagenetica; D: Ricristallizzazione su piani orientati.

La scistosità è la proprietà di alcune rocce di sfaldarsi secondo piani paralleli. Questa particolarità è caratteristica di rocce metamorfiche a granulometria relativamente fine o argillosa, come gli scisti, da cui viene determinato l'appiattimento. Questo fenomeno è tipico nelle rocce di ardesia o gneiss.
Spesso il piano di scistosità è marcato dalla presenza di mica cristallizzata o ricristallizzata in fogli orientati secondo il piano di frattura, fenomeno tipico delle rocce metamorfiche. Questo fenomeno è quasi sistematico nelle rocce che hanno subito una deformazione sotto una pressione litostatica sufficiente.
La scistosità indica quindi il piano di anisotropia meccanica, tipicamente parallelo al piano assiale della piega. Essa indica il piano di appiattimento massimo di queste rocce, creato dalla compressione nel corso di una orogenesi.
La formazione rocciosa può presentare diverse forme di scistosità che rivelano le trasformazioni successive avvenute in più fasi di orogenesi.
In funzione della morfologia rocciosa, si distinguono differenti tipi di scistosità: 
- scistosità granulare
- scistosità di flusso
- scistosità a foliazione